# محمد فتحى بشير
محمد فتحي بشير مؤلف وكاتب صحفي مصري. ولد في 1 مارس 1970م، صدر له العديد من المؤلفات، حصل على جوائز وشهادات تقدير عديدة[بحاجة لمصدر]. يصل أجمالي موضوعاته الصحافية المنشورة في الجرائد والمجلات العربية  ما يزيد عن 5,000 موضوع صحفي [بحاجة لمصدر] شملت جميع الأبواب الصحفية من تحقيقات وحوارات وأخبار وأدب واقتصاد وفن [بحاجة لمصدر]، قام بتأسيس بعض المجلات والمواقع الآلكترونية[بحاجة لمصدر]، عضو عامل في اتحاد الكتاب المصريين، يكتب حاليا بصحيفة السياسة الكويتية 

## كتب منشورة
1- «المــلك العظيم والطائر المسكين» صادر عن الهيئة المصرية العامة للكتاب عام 1995 وهي رواية من الأدب الشعبي للصغار من سن 7 إلى سن 10 سنوات.
2- «نساء رخيصات» مجموعة قصصية القاهرة عام 2006.
3- «جموح الجياد» رواية القاهرة 2007.
4- «الصبر جميل» كتاب طفل صادر عن المركز العربي للنشر والتوزيع عام 1997.
5- «جحا البخيل» كتاب طفل صادر عن المركز العربي للنشر والتوزيع عام 1993.
6- «جحا الطماع» كتاب طفل صادر عن المركز القومي للنشر والتوزيع عام 1994.
7- «رحلة إلى القاهرة منذ ألف عام» من الأدب المسرحى للطفل عام2010

## جوائز
1- حصل على جائزة عبد الحي أديب للسيناريو في مهرجان الإسكندرية السينمائي الدولي الرابع والعشرون وتم تكريمه في افتتاح المهرجان عام 2008 ميلادية.
2- حصل على جائزة السيدة سوزان مبارك في أدب الطفل عام 1995 المركز الأولعن كتاب «الملك العظيم والطائر المسكين».
3- حصل على جائزة المركز القومي لثقافة الطفل في مجال مسرح الطفل عام 1994 المركزالأول.
4- حصل على جائزة براديو وتليفزيون واتحاد الفنانين العرب ومؤسسة أقرأ في كتابة المسرحية ذات الفصل الواحد عام 1992 المركز الأول.
5- حصل على جائزة المركز القومي لثقافة الطفل بمصر في مجال القصص القصيرة للطفل عام 1993.
6- حصل على شهادتى تقدير من صاحب السمو الملكي الأمير سعود بن نايف بن عبد العزيز آل سعود لجهوده الإعلامية في دعم المعاقين والعمل الإنسانى.
7- حصل على جائزة راديو وتليفزيون العرب في مجال كتابة مسلسل الطفل عام 1994 المركز الأول.
8- حصل على جائزة راديو وتليفزيون العرب في مجال كتابة مسرحية الطفل عام 1995.

## وصلات خارجية
- صحيفة السياسة - مقال كتبه محمد فتحي بشير